# Tmarini
Tmarini Simon, 1895 è una tribù di ragni appartenente alla famiglia Thomisidae.

## Distribuzione
Gli undici generi oggi noti di questa tribù sono diffusi pressoché in tutto il mondo, ad eccezione dell'Australia e delle isole dell'Oceania.

## Tassonomia
A dicembre 2013, gli aracnologi riconoscono undici generi appartenenti a questa tribù:
- Acentroscelus Simon, 1886 - Brasile, Perù, Argentina, Guyana, Guyana francese
- Acrotmarus Tang & Li, 2012 - Cina
- Gnoerichia Dahl, 1907 - Camerun
- Haplotmarus Simon, 1909 - Vietnam
- Latifrons Kulczyński, 1911 - Nuova Guinea
- Monaeses Thorell, 1869 - Africa occidentale e meridionale, Filippine, Giappone, Nepal, Sri Lanka, Myanmar, Cina, Grecia, Turchia, Israele, Europa
- Pherecydes O. P.-Cambridge, 1883 - Africa occidentale e meridionale, Tunisia
- Philodamia Thorell, 1894 - Singapore, Cina, Myanmar, Bhutan
- Titidiops Mello-Leitão, 1929 - Brasile
- Titidius Simon, 1895 - Brasile, Colombia, Guyana, Venezuela, Suriname
- Tmarus Simon, 1875 - Americhe, Africa, regione paleartica, India, Filippine, Giava